# Lufkin
La ville de Lufkin est le siège du comté d'Angelina, dans l’État du Texas, aux États-Unis. Sa population s’élevait à 35 067 habitants lors du recensement de 2010, estimée à 36 159 habitants en 2016.

## Source
- (en) Cet article est partiellement ou en totalité issu de l’article de Wikipédia en anglais intitulé « Lufkin, Texas » (voir la liste des auteurs).